# Homolophus gobiensis
Homolophus gobiensis is een hooiwagen uit de familie echte hooiwagens (Phalangiidae).